# Kopiec (rolnictwo)

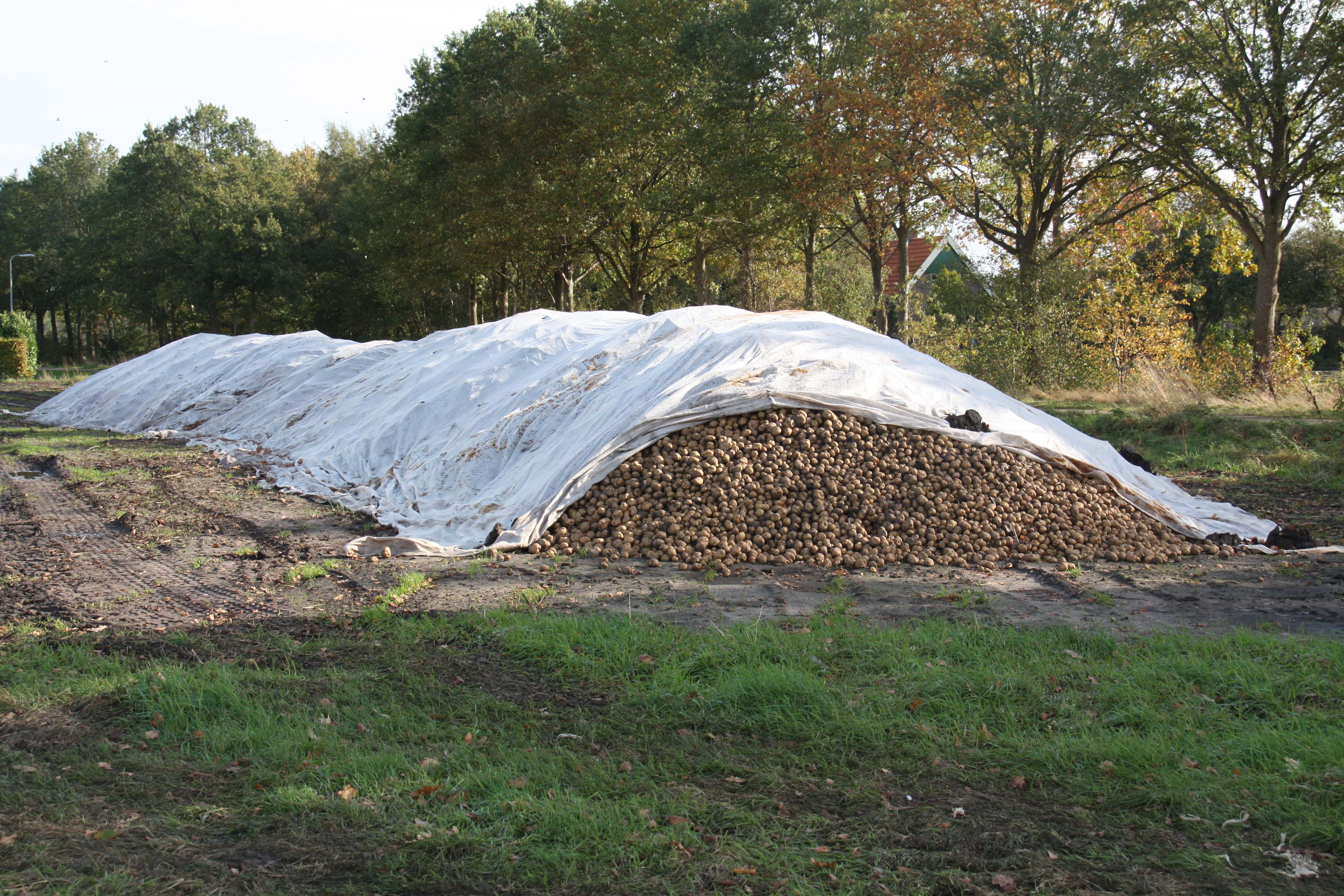
Ziemniaki przechowywane w kopcu

Kopiec – sposób przechowywania produktów rolnych (ziemiopłodów), przez usypanie przechowywanych produktów, przykrycie ich słomą i ziemią. Kopce zakłada się na płaskiej powierzchni z wyprofilowanym lekkim zagłębieniem 10–15 cm (tzw. rynna). Kopców nie zakłada się w terenie, na którym istnieje ryzyko podtopienia kopca. Przechowywane produkty usypuje się zazwyczaj w postaci podłużnej pryzmy, której wymiary zależą od przechowywanego produktu. Wysokość pryzmy powinna wynosić 1 m, szerokość nie powinna przekraczać 1,5 m, a długość 20-30 metrów. Warzywa podatne na zepsucie, takie jak marchew, pietruszka, przesypuje się warstwami ziemi lub piasku.
Kopce służą do przechowywania przez porę zimową np. ziemniaków, buraków, marchwi, pietruszki, kapusty, selerów.
Zaletami kopców jest niski koszt przechowywania, do wad należy niemożliwość lub utrudnienie pobierania produktów podczas mrozów, ograniczona możliwość kontroli produktu.
Ziemniaki przechowuje się inaczej niż buraki. Ziemniaki muszą być grubiej okryte słomą oraz ziemią, natomiast buraki cieniej ponieważ bardzo łatwo ulegają zepsuciu, gdy w kopcu jest za ciepło, szczególnie wiosną. Brukwi nie trzeba okrywać słomą, przeważnie okrywa się tylko ziemią.
Ze względów fitosanitarnych, w terenie na którym znajdowały się kopce z ziemniakami nie należy w sezonie uprawiać ziemniaków.